# Liên đoàn bóng đá Pakistan
Liên đoàn bóng đá Pakistan (PFF) là tổ chức quản lý, điều hành các hoạt động bóng đá ở Pakistan. PFF quản lý đội tuyển bóng đá quốc gia Pakistan, tổ chức các giải bóng đá như giải vô địch bóng đá Pakistan, cúp bóng đá Pakistan, PFF là thành viên của cả Liên đoàn bóng đá thế giới (FIFA), Liên đoàn bóng đá châu Á (AFC) và Liên đoàn bóng đá Nam Á (SAFF).
Chủ tịch của Liên đoàn bóng đá Pakistan hiện nay là ông Makhdoom Syed Faisal Saleh Hayat.